# Осудність
Осудність — це психічний стан людини, за якого вона під час вчинення злочину могла усвідомлювати свої дії (бездіяльність) і керувати ними. За розгорнутим визначенням осудність — це кримінально-правова категорія, яка характеризує психічний стан особи під час вчинення злочину, при якому у неї повністю збережена здатність усвідомлювати свої дії (бездіяльність) і керувати ними.
Осудна особа — це фізична особа, яка за віком і станом психічного здоров'я може усвідомлювати свої дії і керувати ними під час вчинення злочину.
Осудність є одною з обов'язкових ознак суб'єкта злочину. Підставою для кримінальної відповідальності і покарання є осудність особи, яка вчинила злочин. Згідно з ч. 1 ст. 19 КК України, осудною визнається особа, яка під час вчинення кримінального правопорушення могла усвідомлювати свої дії (бездіяльність) і керувати ними. Людина, яка володіє нормальними розумовими і вольовими якостями, здатна свідомо сприймати вплив на її мозок впливу зовнішнього світу, а значить і здатна критично підходити до своєї поведінки, розуміти вимоги, які пред'являються до неї встановленими в суспільстві правилами поведінки. Володіючи цими якостями, кожна психічно здорова людина може нести відповідальність за свої дії і вчинки, в тому числі і за суспільно небезпечні діяння. Таким чином, кримінальне право України розглядає людину не як безвільну біологічну істоту, яка цілком залежить від біопсихофізіологічних факторів, а як особистість, наділену розумом і волею, здатну вільно вибирати той чи інший соціально значущий варіант поведінки.
Осудність — це нормальний психічний стан особи, що характеризується двома критеріями: юридичним (психологічним) і медичним (біологічним). Юридичний критерій означає, що особа здатна усвідомлювати характер своїх суспільно-небезпечних дій, а також керувати ними. Медичний критерій вказує на стан психіки особи (відсутність психічних захворювань, недоліків розумового розвитку).

## Вік, з якого може наставати кримінальна відповідальність
Відповідно до КК України (стаття 22), кримінальній відповідальності підлягають особи, яким до вчинення кримінального правопорушення виповнилося шістнадцять років.
Ч. 2 ст. 22 уточнює ряд обставин, за яких відповідальність настає з 14 років:
- за умисне вбивство (статті 115—117),
- посягання на життя державного чи громадського діяча, працівника правоохоронного органу, члена громадського формування з охорони громадського порядку і державного кордону або військовослужбовця, судді, народного засідателя чи присяжного у зв'язку з їх діяльністю, пов'язаною із здійсненням правосуддя, захисника чи представника особи у зв'язку з діяльністю, пов'язаною з наданням правової допомоги, представника іноземної держави (статті 112, 348, 379, 400, 443),
- умисне тяжке тілесне ушкодження (стаття 121, частина третя статей 345, 346, 350, 377, 398),
- жорстоке поводження з тваринами (стаття 299),
- умисне середньої тяжкості тілесне ушкодження (стаття 122, частина друга статей 345, 346, 350, 377, 398),
- диверсію (стаття 113),
- бандитизм (стаття 257),
- терористичний акт (стаття 258),
- захоплення заручників (статті 147 і 349),
- зґвалтування (стаття 152),
- сексуальне насильство (стаття 153),
- крадіжку (стаття 185, частина перша статей 262, 308),
- грабіж (статті 186, 262, 308),
- розбій (стаття 187, частина третя статей 262, 308),
- вимагання (статті 189, 262, 308),
- умисне знищення або пошкодження майна (частина друга статей 194, 347, 352, 378, частини друга та третя статті 399),
- пошкодження шляхів сполучення і транспортних засобів (стаття 277),
- угон або захоплення залізничного рухомого складу, повітряного, морського чи річкового судна (стаття 278),
- незаконне заволодіння транспортним засобом (частини друга, третя статті 289),
- жорстоке поводження з тваринами (стаття 299)
- хуліганство (стаття 296).

## Обмежена осудність
Відповідно до КК України (стаття 20) існує можливість обмеженої осудності суб'єкта кримінального правопорушення:
1. Підлягає кримінальній відповідальності особа, визнана судом обмежено осудною, тобто така, яка під час вчинення кримінального правопорушення, через наявний у неї психічний розлад, не була здатна повною мірою усвідомлювати свої дії (бездіяльність) та (або) керувати ними
2. Визнання особи обмежено осудною враховується судом при призначенні покарання і може бути підставою для застосування примусових заходів медичного характеру.

Таким чином, обмежена осудність — це кримінально-правова категорія, яка характеризує психічний стан особи під час вчинення кримінального правопорушення, обов'язковою ознакою якого (стану) є суттєве обмеження внаслідок хронічного або тимчасового розладу психічної діяльності (непсихотичний рівень) здатності особи усвідомлювати свої дії (бездіяльність) і/або керувати ними за якісного збереження критичної функції свідомості.
Сутність обмеженої осудності полягає в тому, що вона не позбавляє від кримінальної відповідальності, а є лише пом'якшуючою покарання обставиною.